# سالن سید رسول حسینی
سالن سید رسول حسینی از سالن‌های سرپوشیده ایران که در ساری با گنجایش ۵۰۰۰ هزار نفری بنیان‌گذاری شده‌است، این سالن ورزشی میزبانی باشگاه فوتسال شهروند ساری و باشگاه فوتسال حافظ ساری در لیگ یک فوتسال ایران و میزبانی باشگاه بسکتبال آورتا ساری را بر عهده دارد. این سالن ورزشی به نام کشتی‌گیر ساروی سید رسول حسینی نام‌گذاری شده‌است.
این سالن همچنین میزبانی جام جهانی کشتی آزاد در سال ۲۰۰۶ میلادی را هم به عهده داشته است.